# Аристобул III
Аристобул III (енгл. Aristobulus III of Judea; 53 — 36 пре нове ере) био је последњи изданак из краљевске куће из Хасмонејца, брат Ирода Великог супруге Маријам, а унук Хиркана II и Аристобула II. Био је миљеник људи због свог племенитог порекла и физичког изгледа, постао је извор страха за Ирода, који је у почетку настојао да га потпуно игнорише тако што ће га искључити из првосвештенства. Његова мајка Александра Макамби, посредством Клеопатре VII и Марка Антонија, приморала је Херода да уклони Ананелуса из канцеларије великог свештеника и уместо њега постави Аристобула.
Како би се заштитио од опасности од Аристобула, Херод је успоставио систем шпијунаже против њега и његове мајке. Ово надгледање показало се толико тешким да су своју слободу настојали да стекну склоништем код Клеопатре VII. Римски јеврејски историчар Јосиф Флавије изјавио је да су њихови планови изневерени, а откривање је имало за последицу да увелико повећа Херодове сумње према свом зету. Како се Херод није усудио да примени отворено насиље, наместио је да се Аристобул удави у току купања у базену у Јерихону, за време банкета који је организовала његова мајка.